# A Vision in Blakelight
A Vision in Blakelight je studiové album amerického multiinstrumentalisty a hudebního skladatele Johna Zorna. Album vyšlo v září 2012 u vydavatelství Tzadik Records pod katalogovým číslem 8303. Inspirací pro toto album mu byl William Blake. Krátký úryvek z jeho textu na tomto albu přečetl herec Jack Huston.

## Seznam skladeb
Autorem všech skladeb je John Zorn.
| Pořadí         | Název                                | Délka |
| -------------- | ------------------------------------ | ----- |
| 1.             | When the Morning Stars Sang Together | 5:28  |
| 2.             | The Hammer of Los                    | 3:58  |
| 3.             | Jerusalem                            | 5:15  |
| 4.             | The Prophecy                         | 3:10  |
| 5.             | And He Rode Upon the Cherubim        | 5:09  |
| 6.             | Marriage of Heaven and Hell          | 4:18  |
| 7.             | A Woman Clothed with the Sun         | 5:20  |
| 8.             | Shadows in Ancient Time              | 5:40  |
| 9.             | An Island in the Moon                | 7:06  |
| 10.            | Night Thoughts                       | 4:55  |
| Celková délka: | Celková délka:                       | 50:20 |

## Obsazení
- Cyro Baptista – perkuse
- Joey Baron – bicí
- Trevor Dunn – baskytara
- Carol Emanuel – harfa
- John Medeski – klavír, varhany
- Kenny Wollesen – vibrafony, zvony
- Jack Huston – mluvené slovo